# Eriosema pycnanthum
Eriosema pycnanthum är en ärtväxtart som beskrevs av George Bentham. Eriosema pycnanthum ingår i släktet Eriosema och familjen ärtväxter.

## Underarter
Arten delas in i följande underarter:
- E. p. pycnanthum
- E. p. veadeirense